# Marie Sebag
Marie Sebag (ur. 15 października 1986 w Paryżu) – francuska szachistka, posiadaczka męskiego tytułu arcymistrza (GM) od 2008 roku.

## Kariera szachowa
Jest trzykrotną mistrzynią Europy juniorek, z 1998 (w kategorii do 12 lat), 1999 (do lat 14) oraz 2002 roku (do lat 16). Oprócz tego dwukrotnie zdobyła Iraklionie medale mistrzostw świata juniorek do lat 18: srebrny w 2004 oraz brązowy w 2002 roku. W latach 2000 i 2002 dwukrotnie triumfowała w mistrzostwach Francji kobiet. W roku 2004 wystąpiła w Eliście w mistrzostwach świata rozegranych systemem pucharowym, w II rundzie przegrywając z Mają Cziburdanidze. Dwa lata później, w turnieju rozegranym w Jekaterynburgu osiągnęła o wiele lepszy wynik, awansując do najlepszej ósemki mistrzostw świata (w ćwierćfinale uległa Swietłanie Matwiejewej). W 2008 r. podzieliła II m. (za Antoanetą Stefanową, wspólnie z Anną Uszeniną) w turnieju North Urals w Krasnoturjinsku.
W latach 2002–2010 czterokrotnie reprezentowała Francję na szachowych olimpiadach, w roku 2004 w Calvii zajmując wraz z drużyną V miejsce.
Najwyższy ranking w dotychczasowej karierze osiągnęła 1 marca 2013 r., z wynikiem 2537 punktów zajmowała wówczas 8. miejsce na światowej liście FIDE, jednocześnie zajmując 1. miejsce wśród francuskich szachistek.